# Adrian Lamo
Adrian Lamo, né le 20 février 1981 à Boston (Massachusetts) et mort le 14 mars 2018 à Wichita (Kansas),, est un analyste américain de menaces informatiques et un pirate informatique de type grey hat.

## Biographie
Adrian Lamo est né à Boston (Massachusetts) de Mario Lamo-Jiménez et Mary Lamo-Atwood en 1981. Il a passé sa petite enfance à Arlington en Virginie, jusqu'à ce qu'il déménage à Bogota en Colombie vers l'âge de dix ans. Quand sa famille rentre aux États-Unis deux ans plus tard, ils s'installent à San Francisco.
Appelé généralement « le pirate informatique sans abri » pour son style de vie vagabond, Lamo aurait passé son temps entre bâtiments abandonnés et cybercafés, bibliothèques et universités avec connexions internet pour examiner des réseaux et parfois exploiter des failles de sécurité.
Il a d'abord attiré l'attention médiatique pour s'être introduit dans plusieurs réseaux informatiques très importants comme ceux du New York Times, de Yahoo! et de Microsoft, jusqu'à son arrestation de 2003.
En mai 2010, Adrian Lamo déclare son sac à dos volé à la police. Les officiers de police notent un comportement suspect et le placent en garde à vue. Il sera diagnostiqué comme ayant le syndrome d'Asperger après avoir été placé 72 heures en internement psychiatrique, internement étendu ensuite à neuf jours.
En 2010, Adrian Lamo est impliqué dans le scandale WikiLeaks impliquant Chelsea Manning qui a été arrêtée après que Lamo l'eut dénoncée aux autorités fédérales, en expliquant que Manning avait fait « fuiter » des centaines de milliers de documents gouvernementaux américains classifiés,.
À partir de mars 2011, il se serait caché à cause de l'affaire Manning.
Le 20 décembre 2011, il apparaît à Fort Meade, Maryland pour être confronté à Chelsea Manning.
Le 14 mars 2018 il est découvert mort (cause inconnue) dans un appartement de Wichita au Kansas. Son père annonce la nouvelle deux jours plus tard sur Facebook.
Un roman intitulé L'Homme sans fil, écrit par Alissa Wenz, paru en janvier 2022 chez Denoël retrace la vie d'Adrian Lamo.